# Wouter Sipma
Wouter Sipma (21 mei 1993) is een Nederlands dammer. Sinds 2008 speelt Sipma met Hijken DTC in de ereklasse. Sipma heeft vanaf 2013 vier keer meegedaan aan het Nederlands kampioenschap. In 2015 behaalde Sipma een achtste plaats op het wereldkampioenschap met 21 punten uit 19 wedstrijden. In 2010 en 2011 werd Wouter Sipma Nederlands jeugdkampioen bij de junioren.

## Nederlands kampioenschap
Sipma deed zeven keer mee aan het Nederlands kampioenschap. Een tweede plaats in 2019 was zijn beste resultaat. De volledige resultaten van Sipma tijdens het Nederlands kampioenschap:
- NK 2013 - negende met 8 punten uit 11 wedstrijden
- NK 2014 - vijfde met 13 punten uit 11 wedstrijden
- NK 2015 - zevende met 10 punten uit 11 wedstrijden
- NK 2016 - vierde met 12 punten uit 11 wedstrijden
- NK 2017 - zesde met 11 punten uit 11 wedstrijden
- NK 2018 - zevende met 11 punten uit 11 wedstrijden
- NK 2019 - gedeeld tweede met 14 punten uit 11 wedstrijden